# Sotaro Yasunaga
Sotaro Yasunaga (født 20. april 1976) er en tidligere japansk fodboldspiller og træner.
Han har spillet for flere forskellige klubber i sin karriere, herunder Yokohama F. Marinos og Shimizu S-Pulse.
Han har tidligere trænet SC Sagamihara.